# Proschwitz (Dommitzsch)
Proschwitz ist ein Ortsteil der Stadt Dommitzsch im Landkreis Nordsachsen in Sachsen.

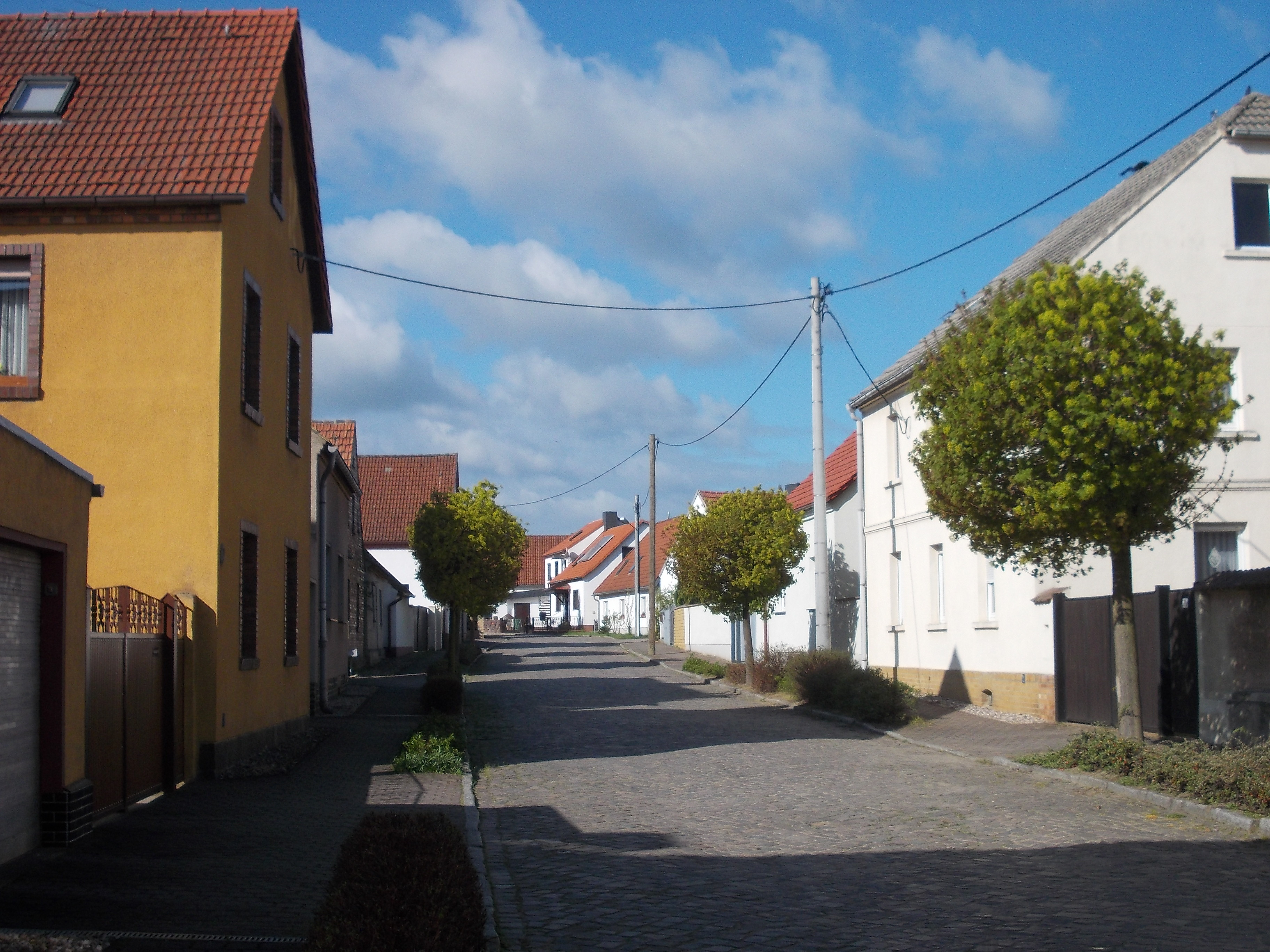
Proschwitz

## Lage
Der Ortsteil Proschwitz liegt nordwestlich der Stadt Dommitzsch in der Elbeniederung westlich des Stromes an der Bundesstraße 182. Die 276 Hektar umfassende Gemarkung befindet sich in der Aue auf Schwemmlandböden, die meist als Wiesen und Weiden genutzt werden. Die außerhalb der Auestandorte befindlichen Flächen besitzen meist Sandböden.

## Geschichte
Die aus einem Einzelgut und einer Mühle bestehende Ansiedlung wurde 1454 erstmals urkundlich als Braschwitz und die Mühle 1791 erwähnt. 1551 nannte man das Dorf Proßwitz, ehe 1791 von Proschwitz gesprochen worden ist. So nennt sich der Ortsteil heute noch. 1747 hatte der Ort 24 Einwohner, 1818 lebten 193 und 1939 221 Menschen in dem sich entwickelnden Dorf. Das 1747 erwähnte Rittergut bewirtschaftete die Gemarkung. 
Am 1. Juli 1950 wurde Proschwitz nach Wörblitz eingemeindet. Seit 1999 gehört das Dorf zu Dommitzsch.